# Flughafen Sinop

i8
i11
i13
Der Flughafen Sinop (türkisch Sinop Havalimanı, IATA-Code: NOP, ICAO-Code: LTCM) ist ein türkischer Flughafen nahe der Stadt Sinop bei Bostancılı. Er wird durch die staatliche DHMI betrieben. Der IATA-Code wurde von SIC auf NOP geändert.

## Flughafengelände
Der Flughafen wurde 1993 dem Betrieb übergeben und wird ausschließlich zivil genutzt. Er verfügt über einen Terminal mit einer Kapazität von 150.000 Passagieren im Jahr und eine befestigte Start- und Landebahn, die jedoch kein Instrumentenfluglandesystem (ILS) besitzt.
Die ihm zugeordnete Stadt Sinop liegt etwa 8 Kilometer entfernt. Sie ist mit Taxi, Minibus oder Privatwagen über die Fernstraße D-010 zu erreichen.